# Rhynchothorax orientalis
Rhynchothorax orientalis är en havsspindelart som beskrevs av Child, C.A. 1988. Rhynchothorax orientalis ingår i släktet Rhynchothorax och familjen Rhynchothoracidae. Inga underarter finns listade i Catalogue of Life.